# Баламир, Халит
Халит Баламир (тур. Halit Balamir; 1922, Гюмюшхане, Турция — 2 марта 2009, Анкара, Турция) — турецкий борец вольного стиля, серебряный призёр Олимпийских игр по борьбе 

## Биография
Родился в Гюмюшхане в 1922. Представлял Турцию на Олимпийских играх 1948 года, боролся в только что введённом наилегчайшем (до 52 килограммов) весе, и завоевал серебряную медаль Олимпийских игр. 
См. таблицу турнира
По окончании спортивной карьеры был тренером по борьбе в Анкаре. Умер в 2009 году от сердечного приступа, был похоронен на кладбище Каршияка в Анкаре. 